# Chi Chi
Chi Chi (kinesiska: 姬姬) var en panda som levde i London Zoo från 1958 till 1972.

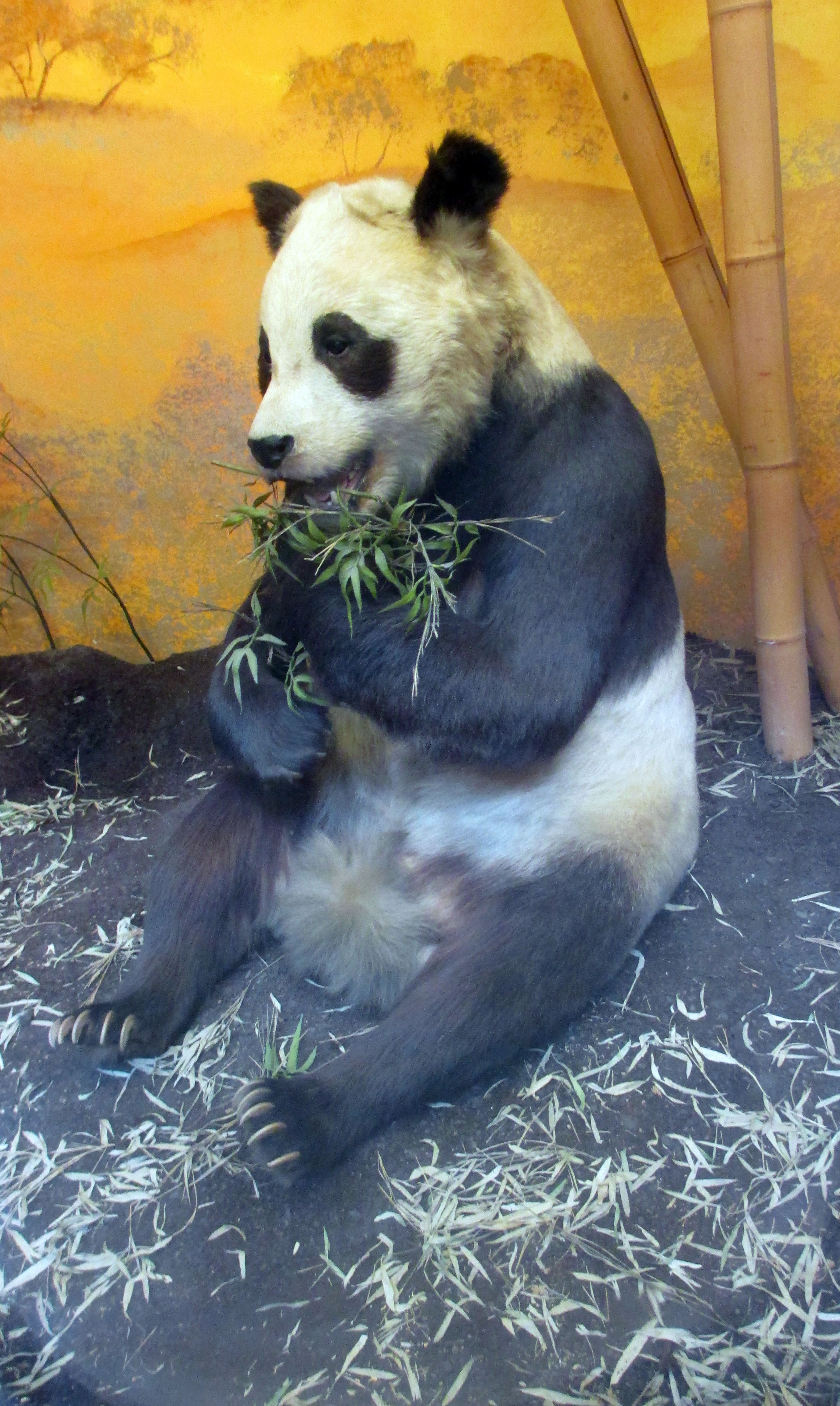
Den utstoppade Chi Chi på Natural History Museum i London.

Chi Chi var inte djurparkens första panda, men den mest populära. Hon fångades in i maj 1955 i Baoxing i  Sichuan i Kina och flyttades till Peking Zoo. På en resa till Kina i maj 1957 frågade Kliment Vorosjilov om man kunde få en panda till Moskva Zoo. Chi Chi skickades till Moskva tillsammans med en hanne, men returnerades då man inte lyckats att få dem att para sig. 
Den österrikiska djurhandlaren Heini Demmer bytte till sig Chi Chi mot ett stort antal djur från Afrika i maj 1958 och flyttade henne till Tierpark Berlin i Östberlin. Hon skulle egentligen till Brookfield Zoo i Illinois i USA men på grund av det rådande handelsembargot mot Kina fick hon inte importeras.

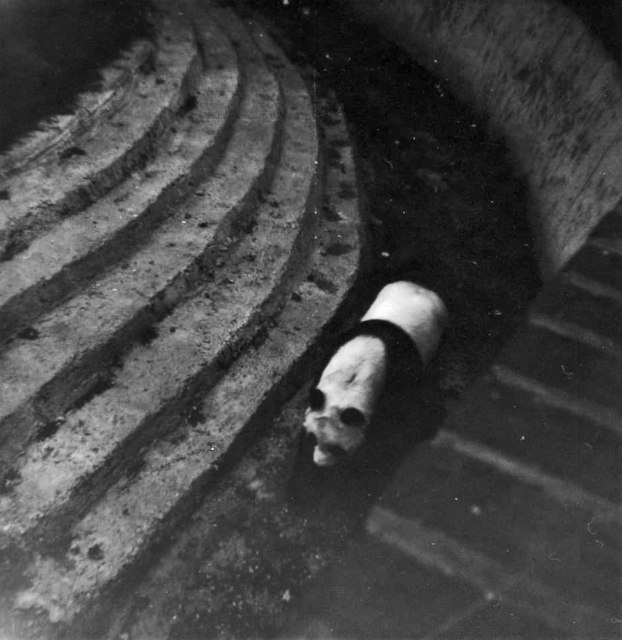
Chi Chi i London, 1967.

Demmer bestämde sig därför för att hyra ut Chi Chi till olika djurparker och efter en kort tid på Frankfurts zoo kom hon till Köpenhamns zoo innan hon anlände till London Zoo den 5 september 1958. I Köpenhamn väckte hon uppseende då hon bet fotomodellen Bitten Danielsen i samband med inspelningen av en reklamfilm.
Vistelsen i London skulle bara vara i tre veckor, men Zoological Society of London beslöt att köpa Chi Chi för £12 000 den 26 september 1958. Den bambu som hon åt odlades i Cornwall och skickades till London med tåg. Den lokala scoutkåren, som hjälpte till med skörden, bär sedan dess en badge med Chi Chi på scouthalsduken.
Chi Chi besökte hannen An An i Moskva 1966 för att paras och han reste till London Zoo i samma ärende 1968, men parningarna lyckades aldrig och Chi Chi dog barnlös 22 juli 1972. Hon skänktes till Londons naturhistoriska museum, där hon stoppades ut och ställdes ut i en glasmonter. Preparatet  restaurerades år 2018.
Pandan Chi Chi lär ha inspirerat Sir Peter Scotts till Världsnaturfondens logotyp.